# گاگارین ۱۷۷۲
سیارک گاگارین ۱۷۷۲ (به انگلیسی: 1772 Gagarin، نامگذاری:1968CB) هزار و هفتصد و هفتاد و دومین سیارک کشف شده‌است که در ۶ فوریه ۱۹۶۸ کشف شد. این سیارک به افتخار یوری گاگارین نخستین فضانورد جهان نامگذاری شده‌است.
قدر مطلق سیارک برابر ۱۲٫۲۰ است.